# 胡中明
胡 中明（こ ちゅうめい、1964年1月 - ）は、中華人民共和国の軍人。中国人民解放軍海軍上将。中国共産党第20期中央委員。現職は中国人民解放軍海軍司令員。

## 経歴
1964年1月、山東省青島市で生まれる。
1979年に中国人民解放軍入隊。海軍潜水艦第2基地艦長、92730部隊90分隊分隊長を務めた。
2013年7月、海軍潜水艦第2基地司令員に就任。2014年12月、海軍参謀長助理に就任。2016年、海軍副参謀長に昇格。2019年12月、北部戦区副司令員兼北部戦区海軍司令員に就任。2021年12月、海軍参謀長に転任。2023年12月、海軍司令員に転任。
2014年7月、海軍少将。2019年12月、海軍中将。2023年12月、海軍上将。